# Skenderbeg
Gjergj Kastrioti Skënderbeu (srbsko Ђурађ Кастриот Скендербег, Đurađ Kastriot Skenderbeg), bolj znan kot Skenderbeg, albanski državnik, vojskovodja in narodni heroj, * 1405, Kruja, † 17. januar 1468, Lješ.
Skenderbeg je izhajal iz albanske družine Kastrioti. Kot deček je bil talec na dvoru sultana Mehmeda I. Vzgojen je bil v islamu. Pozneje je postal janičar z imenom Skender (Iskander). Leta 1443 je pobegnil iz turške vojske in prestopil v pravoslavno krščanstvo. Sonarodnjake je pritegnil k boju za osvoboditev Albanije izpod Turkov. Najprej je vodil ljudski upor, v letih 1444–1466 pa je zavrnil kar 13 turških vpadov. Leta 1450 je premagal sultana Murata II. Povezan je bil z Beneško republiko, Ogrsko in Neapljem. V letih 1466–1467 je obranil Krujo. V času njegovih uporov so Turki nehali vdirati na slovanska ozemlja.  
Skenderbeg velja za najpomembnejšo osebo v zgodovini Albanije in za narodnega heroja v boju proti Osmanskemu cesarstvu.